# Ardisia paschalis
Ardisia paschalis là một loài thực vật có hoa trong họ Anh thảo. Loài này được Donn.Sm. mô tả khoa học đầu tiên năm 1894.